# 张荣华 (1969年)
张荣华（1969年11月—），女，汉族，河北唐山人，中国企業家，无党派人士，第十一、十二、十三、十四届天津政協委員、天津荣程联合钢铁集团有限公司董事长、全国工商联委员、天津市工商联第十四届执行委员会副主席、第十四届全国人民代表大会天津市代表。张荣华曾获交大安泰經管學院EMBA学位。